# André Foy
Pour les articles homonymes, voir Foy.
André Lucien Léon Foy, né le 14 avril 1886 dans le 9e arrondissement de Paris et mort le 11 avril 1953 à Versailles, est un dessinateur, peintre et lithographe français.

## Biographie

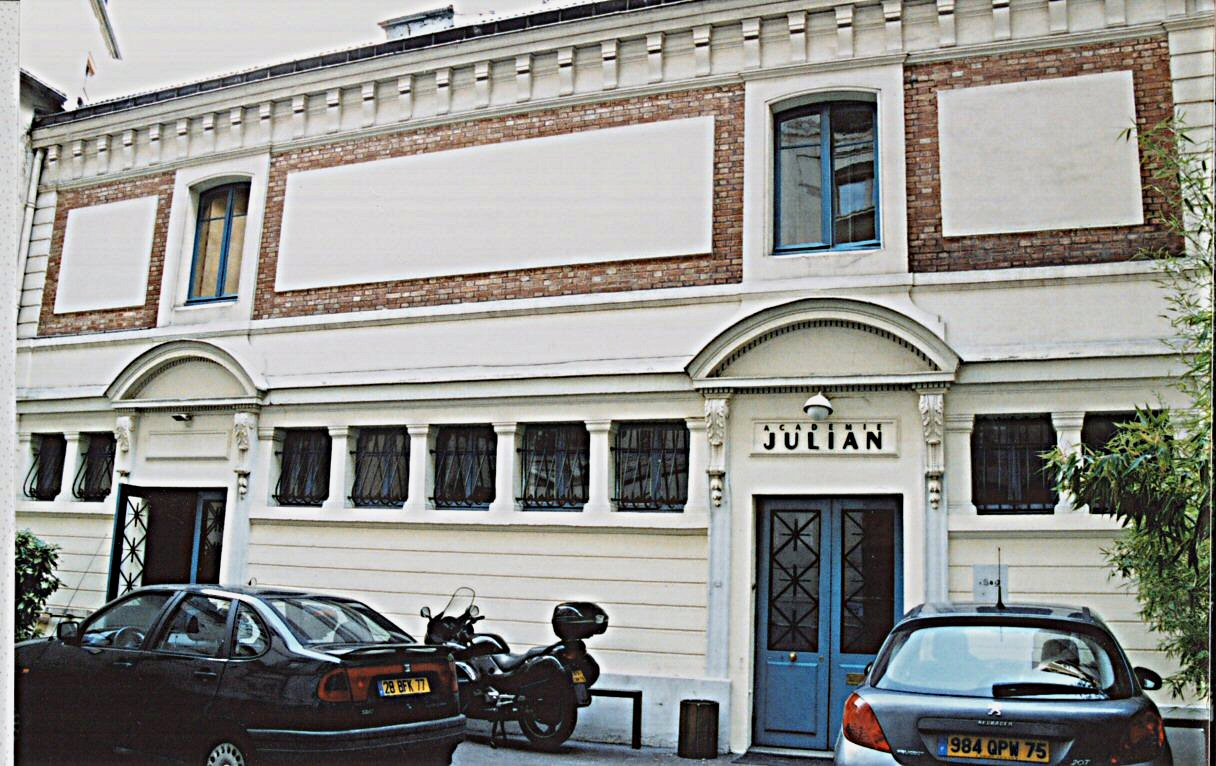
Académie Julian, Paris

André Foy est élève de l'Académie Julian puis de l'École nationale supérieure des beaux-arts de Paris avant de débuter comme dessinateur en 1906.

### La presse
Il entre en 1916 au Canard enchaîné où il est dessinateur en même temps que Bécan, Paul Bour, Raoul Guérin, Henri Guilac, Jean Oberlé et Jacques Pruvost. On trouve alors également régulièrement ses dessins dans Fantasio et dans La Vie Parisienne.

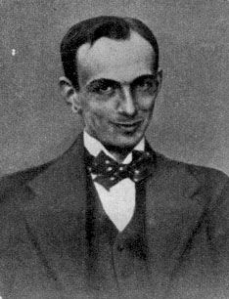
Jean Pellerin

Son itinéraire est typique d'une évolution qui conduisait des journaux d'humour ou d'échos aux journaux politiques sans négliger la collaboration à « la grande presse d'information ». Ainsi contribue-t-il brièvement, en alternance avec Charles Genty, Gus Bofa, Jean Villemot et Chas Laborde, dans les premières semaines d'existence du quotidien parisien L'Avenir, à une petite illustration en bas de la première page, ce jusqu'en juin 1919, après quoi l'exclusivité en sera donnée à Jean-Louis Forain. Il collabore ensuite à La Baïonnette (dont n° 218 du 4 septembre 1919, caricatures pour les Portraits de Colette et de Georges Courteline par Jean Pellerin dans le n° 220 du 18 septembre 1919), au Crapouillot de 1920 à 1937 (dont dessin de couverture, 16 janvier 1923) et à l'hebdomadaire Ric et Rac (contributions dans les n° 69 du 5 juillet 1930, n° 135 du 10 octobre 1931, n° 137 du 24 octobre 1931…).
Julien Baudry restitue la création au cours de l'été 1922 d'une « Association des dessinateurs de grands quotidiens », y relevant le nom d'André Foy parmi ceux d'Hervé Baille, Alain Saint-Ogan et Maurice Sauvayre et observant qu'ils ont en commun d'être des dessinateurs réguliers de L'Intransigeant, quotidien du soir d'opinion de droite dirigé par Léon Bailby, qui, surtout, « se démarque des autres titres par la diversité de son contenu qui donne une grande place au divertissement en général ». Si elle est historiquement assez oubliée, l'existence de cette association, estime Julien Baudry, n'en démontre pas moins que « ces jeunes dessinateurs ont pris acte de l'importance accrue de la grande presse et de ses commandes dans leur métier ».
Outre ses dessins, André Foy a écrit des articles dans Le Sourire, Le Journal, Les Hommes du jour, ainsi qu'une série de critiques sur le music-hall et le cirque dans Paris-Journal en 1924.

### Les salons du dessin
André Foy, qui est installé au 63, boulevard Pereire dans le 17e arrondissement de Paris et qui nous est restitué comme étant « la simplicité même en ses manières courtoises », est, au sein d'un groupe s'autoproclamant « les mauvais garçons de l'ironie » et rassemblant avec lui Gus Bofa, Jean-Gabriel Daragnès, Pierre Falké, Chas Laborde, Charles Malexis et Pierre Mac Orlan, comme lui « tous témoins d'un quotidien dont ils se font les chroniqueurs narquois », administrateur du Salon de l'Araignée qui, à partir de 1920, se tient annuellement à la Galerie Devambez à Paris, rassemblant là, comme le restitue Emmanuel Pollaud-Dulian, des artistes voulant « libérer le dessin du ghetto de la presse humoristique » (et, par extension, du Salon des humoristes organisé par la revue Le Rire et auquel André Foy a participé dès sa création en 1907). « De 1920 à 1930, le Salon de l'Araignée, réfractaire aux règles du monde de l'art, permet aux dessinateurs épris d'indépendance de montrer en toute liberté leurs recherches personnelles, de créer leur vision de la réalité et de chercher la vérité au-delà des apparences du quotidien. Ils ont su profiter de la vogue du livre illustré tout au long des Années folles et du débouché qui leur était offert, loin de la presse et de la publicité, pour faire du dessin une écriture à part entière, capable de tout raconter, tout exprimer ».
Lorsqu'en 1940 - année où l'artiste se met un temps en retrait à l'hôtel du Parc à Issoire - est fondé le Salon de l'imagerie sous le patronage des Beaux-Arts et de la ville de Paris, Paul Lavalley en étant le président, André Foy et Robert Bonfils en sont les vice-présidents, le bureau s'étendant à Yves Alix, Paul Charlemagne, Charles Walch, Jean Picart Le Doux et Marthe Lebasque que rejoindra Lucien Coutaud en 1942,.

### Les salons de la peinture

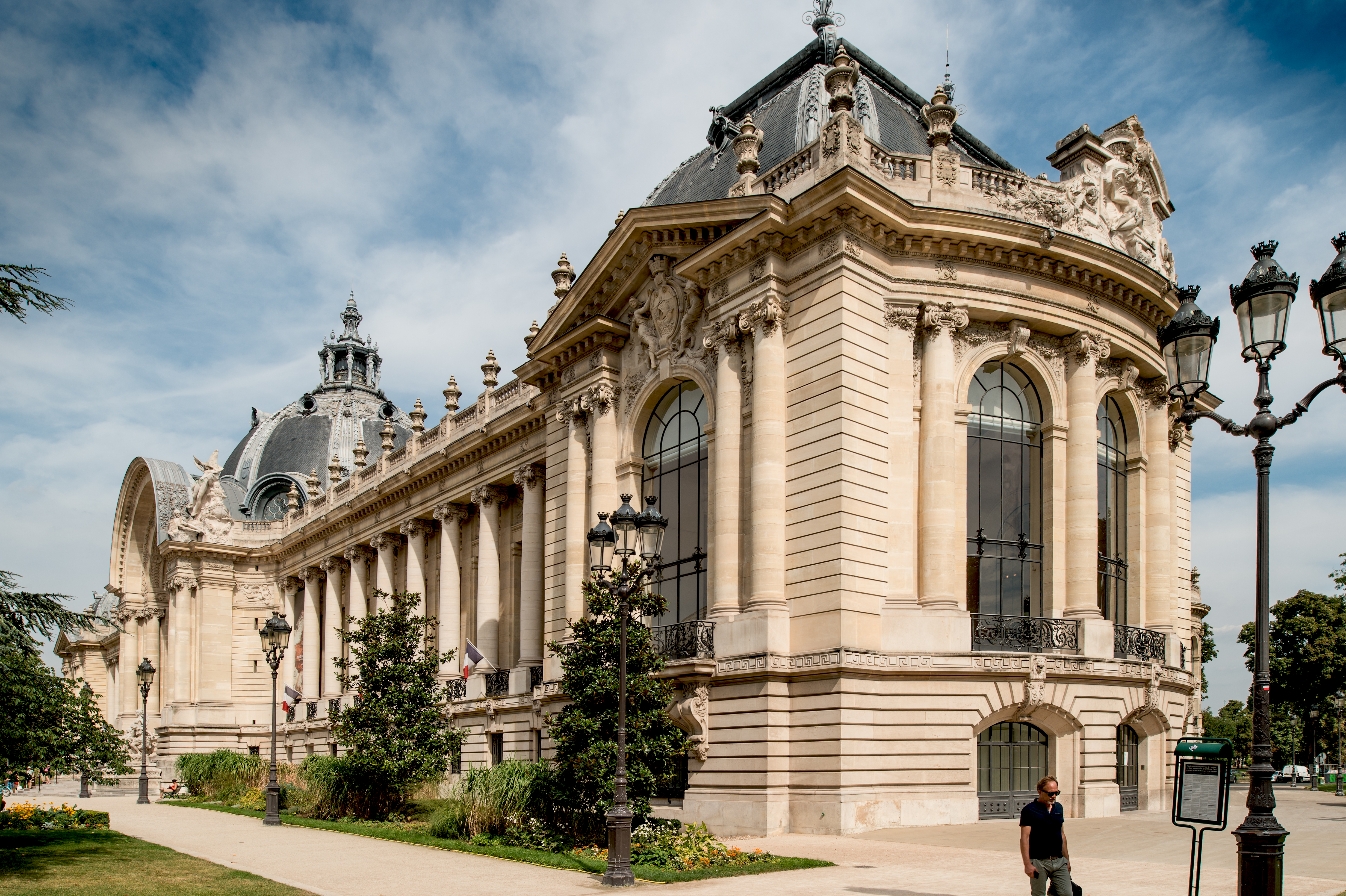
Petit Palais, Paris

D'André Foy, Gus Bofa a dit : « il avait la bosse du comique et celle de la peinture ; il n'a jamais su choisir ». Le nom d'André Foy demeure ainsi également associé aux grands salons de peinture parisiens, depuis le Salon des indépendants dont il devient sociétaire en 1914, puis le Salon d'automne de 1929 à 1946 - « Les démons qui tentent Saint Antoine et sortent des brumes fluides à l'appel d'André Foy » y impressionnent le visiteur René-Jean -, jusqu'au Salon des Tuileries où, au Petit Palais en 1948, son accrochage dans la première salle dite des « peintres contemporains » est remarqué en même temps que ceux de Louis Berthomme Saint-André, Christian Caillard, Jules Cavaillès, André Dignimont, Othon Friesz, Edmond Heuzé, Georges-André Klein, Roland Oudot, Jacques Villon et Henry de Waroquier.

## Œuvres

### Décors de films
- Paris qui dort de René Clair, 1924[21].

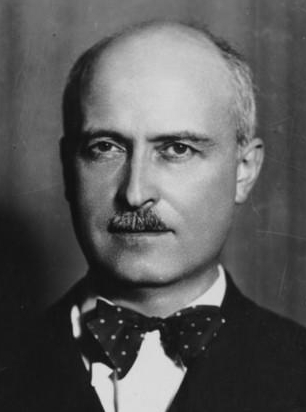
Jacques Ibert

### Décors et costumes pour le théâtre
- La Mort de Souper, moralité en un acte de Roger Sémichon d'après La Condamnation de Banquet de Nicole de La Chesnaye, mise en scène de Charles Dullin, avec Antonin Artaud, Théâtre de l'Atelier, Paris, 1922-1923[22].
- Revue Rip, Moulin de la Chanson, Paris, 1924.
- Angélique farce en un acte de Jacques Ibert, Opéra-Comique, Paris, juin 1930.

### Peinture
Avec « de la truculence » pour François Fosca et « l'amour de la pâte » selon Roger Brielle, et dans une palette plutôt sombre, les thèmes de prédilection des toiles d'André Foy sont la nature morte (les vases de fleurs et les masques y dominent) et les paysages. Certains de ses portraits issus des mondes du cirque et du cabaret, où il accentue la caricature ou la grimace, ne sont pas éloignés d'une facture expressionniste.

### Contributions bibliophiliques
- André Foy (préface de Dranem), Album, 16 portraits-charges de Jeanne Bloch, Dranem, Yvette Guilbert, Félix Mayol, Max-Morel…, Librairie universelle, non daté.
- Pierre Mac Orlan, Robert Dieudonné et André Barde, Les "Grenouilles" de Montmartre, couverture et 10 hors texte dont 5 en couleurs par André Foy, 50 exemplaires numérotés, revue La Charrette "charrie", 1er décembre 1922.

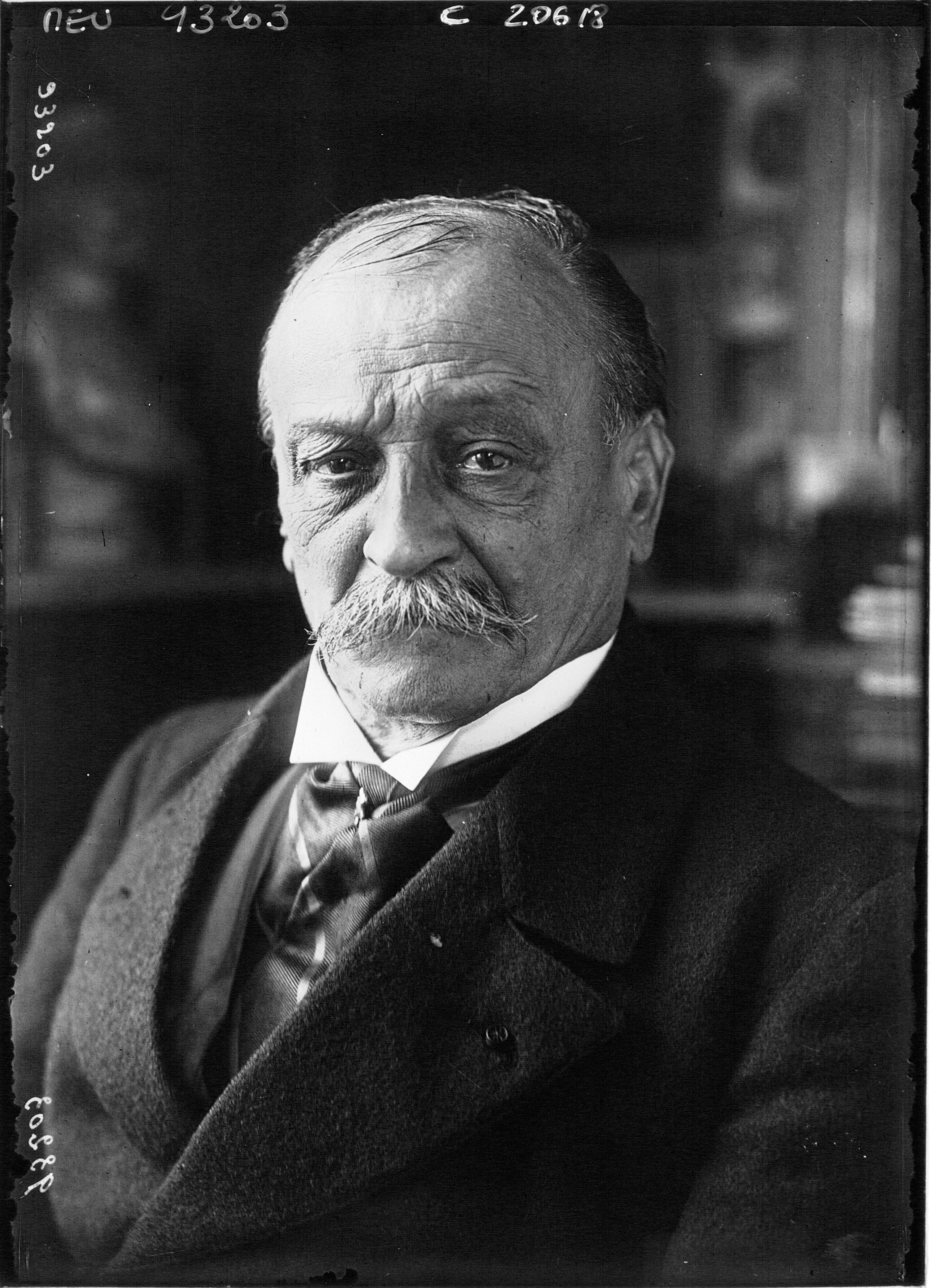
Georges Courteline

- Le Touquet, dessins au pochoir de Marcel-Jacques Hemjic, René Vincent et André Foy, Georges Gautron éditeur, Paris, 1928.
- Alexandre Arnoux, Cinéma, lithographies d'André Foy, collection « Maîtres et jeunes d'aujourd'hui », éditions Georges Crès, Paris, 1929 (consulter en ligne).
- Georges Courteline, Les Gaietés de l'escadron, illustrations en noir et blanc dans le texte, en couleurs hors texte par André Foy, 1.150 exemplaires numérotés, coédition Nouvelle Librairie de France / Librairie Gründ, 1948.
- Saint-Granier et Max Aghion (préface de Pierre Varenne, Le chasseur d'étoiles, illustrations d'André Foy, éditions Marchot, 1950.
- Jacques Néré, La crise de 1929, dessin d'André Foy en couverture, Armand Colin, 1973.

### Illustrations de livres pour enfants
- André Alexandre, La veillée des p'tits soldats de plomb, conte-chanson, images d'André Foy, La Renaissance du livre, 1915[24].
- André Foy, Bib et Bob et la guerre, La Renaissance du livre, 1918.
- René Bizet, Faut pas s'en faire, dessins en noir et blanc dans et hors texte d'André Foy, éditions Le Merle blanc, non daté.

### Faïences
- Assiette marquée Kamarades, 1914-1915, décor peint par André Foy représentant trois Allemands levant les bras au loin et de deux soldats agenouillés au premier plan, diamètre 22,5 cm, Badonviller, 1915.

### Cartes postales
- La pochette de la Marraine, collection ambitionnant de publier trente séries de cartes postales satiriques, chacune constituée de sept dessins différents. Le projet prend fin après les quatre premières séries qui sont signées de Gus Bofa, Bernard Boutet de Monvel, Lucien Laforge et André Foy.

## Expositions

### Expositions personnelles
- Galerie Mantelet, Paris, octobre-novembre 1926[25].
- Galerie d'art contemporain, Paris, janvier-février 1928[26],[27],[28],[23].
- Galerie Lemarget, Paris, novembre 1928[2].

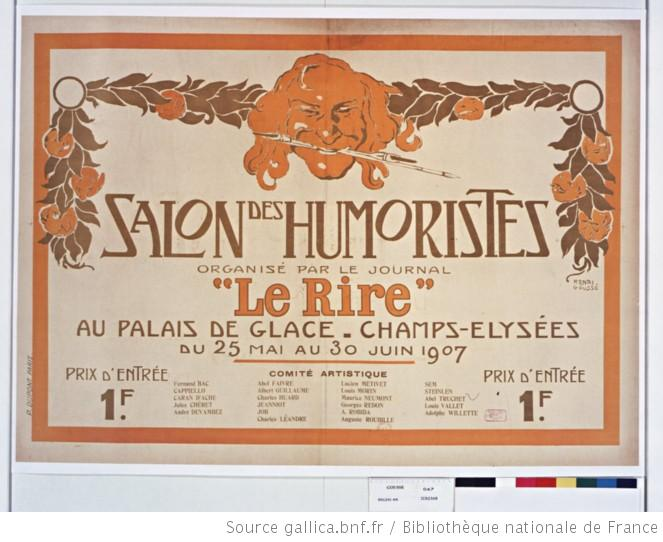
Affiche du premier Salon des humoristes, Paris, 1907

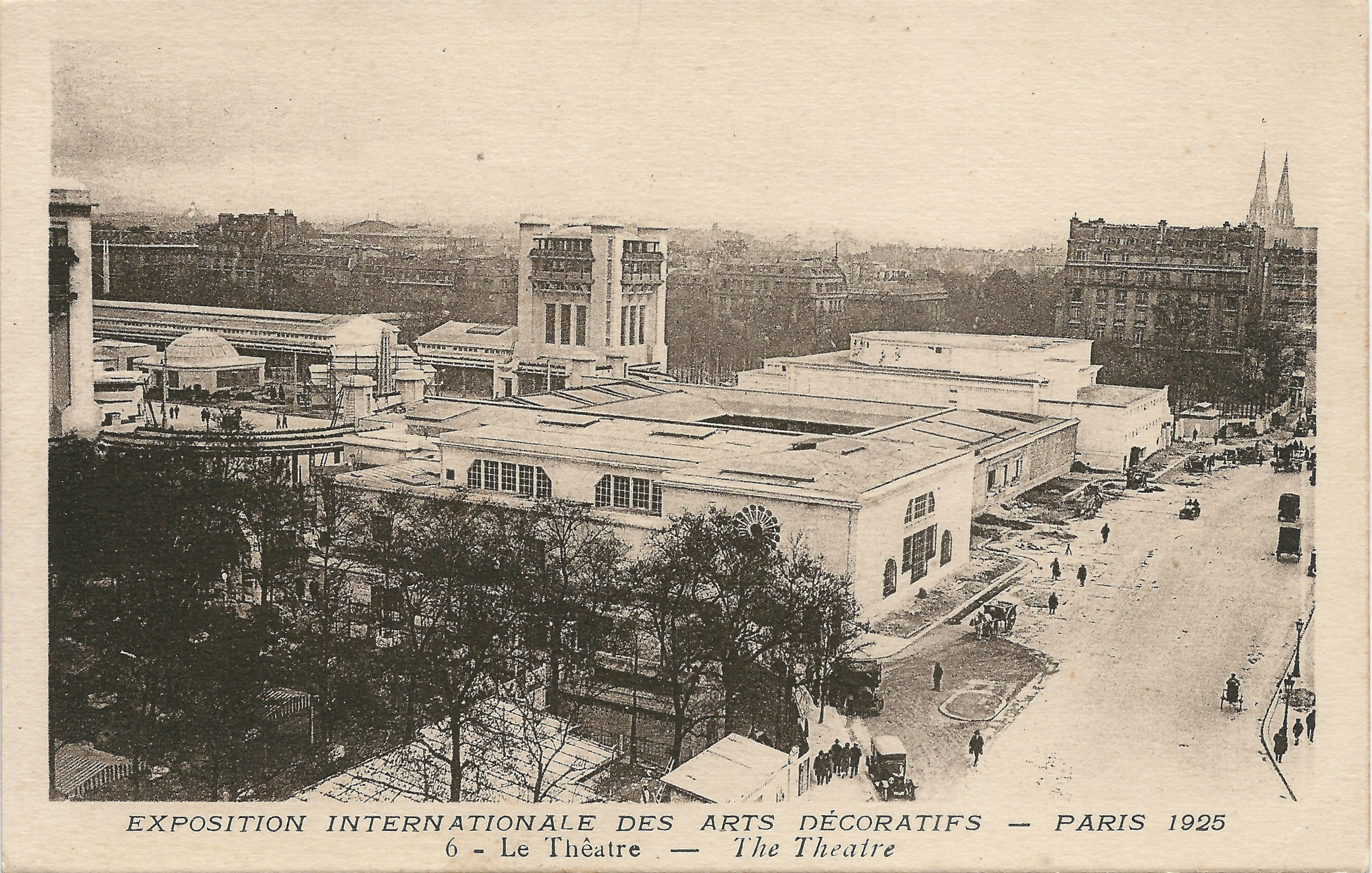
Exposition internationale des arts décoratifs et industriels modernes, Paris, 1925, le théâtre

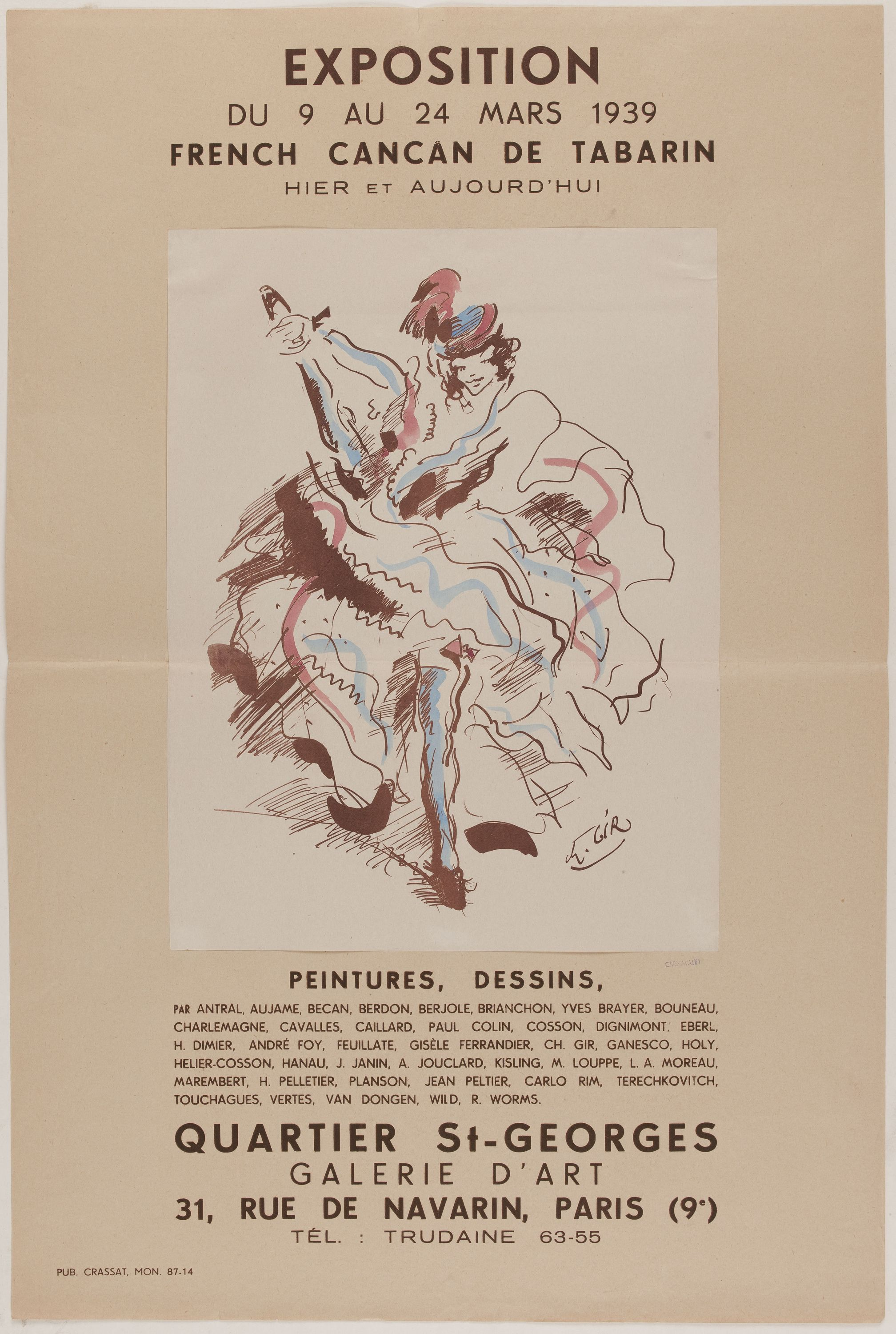
French Cancan de Tabarin hier et aujourd'hui, affiche, Paris, 1939

- Galerie Drouant, Paris, mai 1930[29].

### Expositions collectives
- Salon des humoristes, Palais de glace, Champs-Élysées, Paris, à partir de sa fondation en mai-juin 1907[30].
- Salon des indépendants, Paris, sociétaire en 1914[17], son nom apparaît encore parmi les exposants de 1945[31] et 1949[32].
- André Foy, Joseph Hémard, Galerie Montaigne, Paris, 1920.
- Salon de l'Araignée, Galerie Devambez puis Galerie G.-L. Manuel Frères, Paris, membre fondateur, mars-mai 1920, novembre-décembre 1920, février-mars 1922, avril 1923, avril-mai 1924, avril-mai 1925, avril-mai 1926[33],[16], 1927[11], 1930[34].
- Salon des arts décoratifs, Paris, 1923.
- Exposition internationale des arts décoratifs et industriels modernes, exposition au pavillon du théâtre des costumes d'André Foy pour La Mort de Souper de Roger Sémichon, Paris, 1925[22].
- André Foy, Jacques Chapiro, Palais de marbre, Champs-Élysées, Paris, novembre 1926.
- Salon tunisien, Institut de Carthage, 1929[9].
- Salon d'automne, Paris, sociétaire en 1929[18], son nom apparaît encore parmi les exposants de 1946[19].
- Le Temps présent, Galerie de "Beaux-arts", Faubourg-Saint-Honoré, Paris, février 1935[35].
- Trentième groupe des artistes de ce temps - André Foy, Jean Bazaine, Paul Bietry, Adolphe Péterelle, Charles Walch, Alexandre Alexeïeff, Gaston Chopard, Charles Malfray, Germaine Richier, Jean Lambert-Rucki…, Petit Palais, Paris, avril 1938[36].
- Paul Biétry, André Foy, Petit Palais, Paris, mai 1938[10].
- French Cancan de Tabarin hier et aujourd'hui - Jean Aujame, Bécan, Émile Bouneau, Yves Brayer, Jules Cavaillès, Paul Charlemagne, Paul Colin, André Dignimont, Raymond Feuillatte, André Foy, Charles Gir, Adrienne Jouclard, Kostia Terechkovitch, Louis Touchagues…, Galerie d'art du quartier Saint-Georges, 31 rue de Navarin, Paris, mars 1939.
- Salon de l'imagerie, musée Galliera, Paris, à partir de 1940[15],[37].
- Salon des Tuileries, Petit Palais, Paris, juin 1948[20].
- Dessins du Salon de l'Araignée, Librairie Chrétien et Galerie Michel Lagarde, Paris, 2013-2014[38].
- En guerre - French illustrators and World War I, Special Collections Research Center Exhibition Gallery, Bibliothèque de l'Université de Chicago, octobre 2014 - janvier 2015[39].

## Réception critique

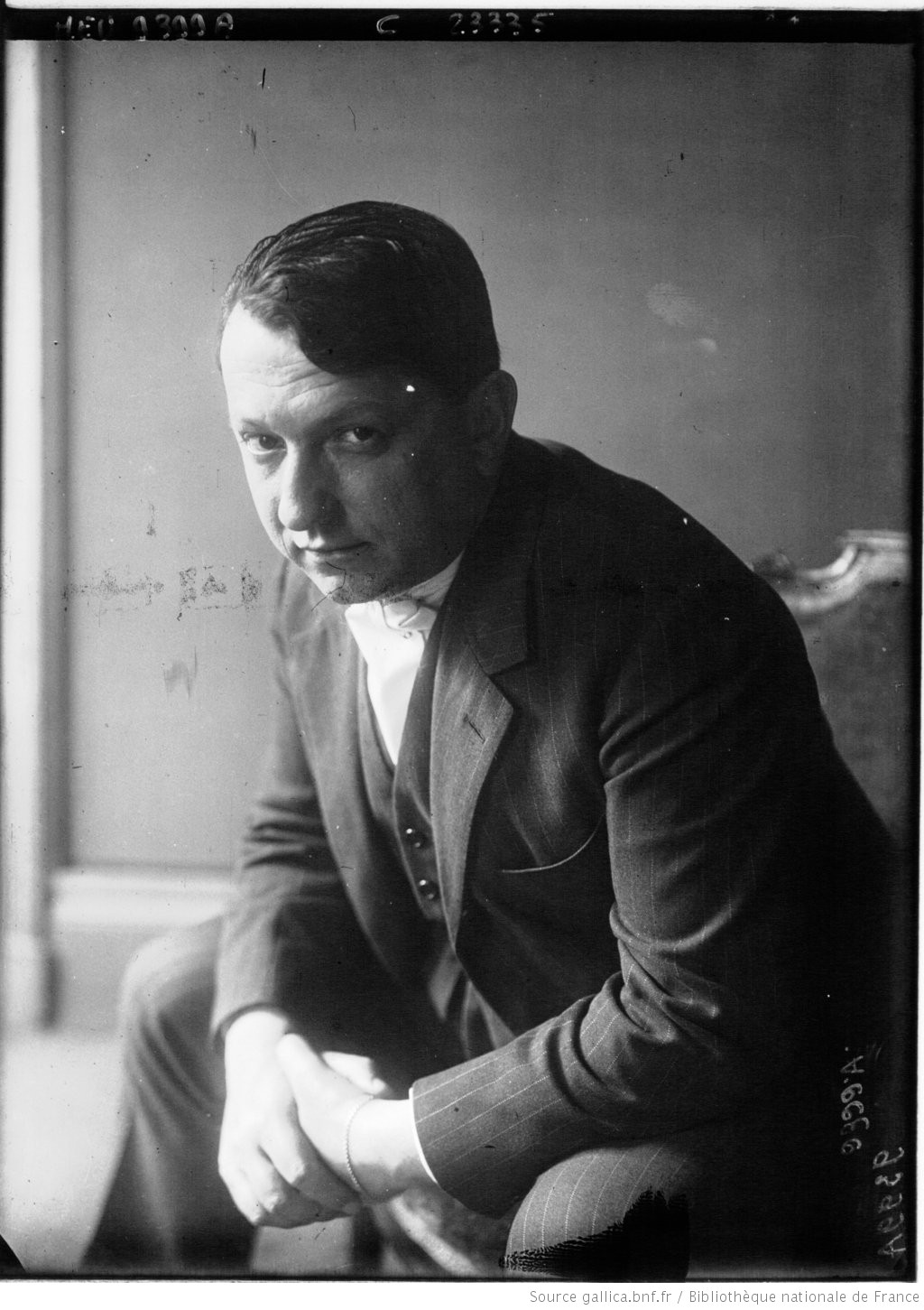
Francis Carco

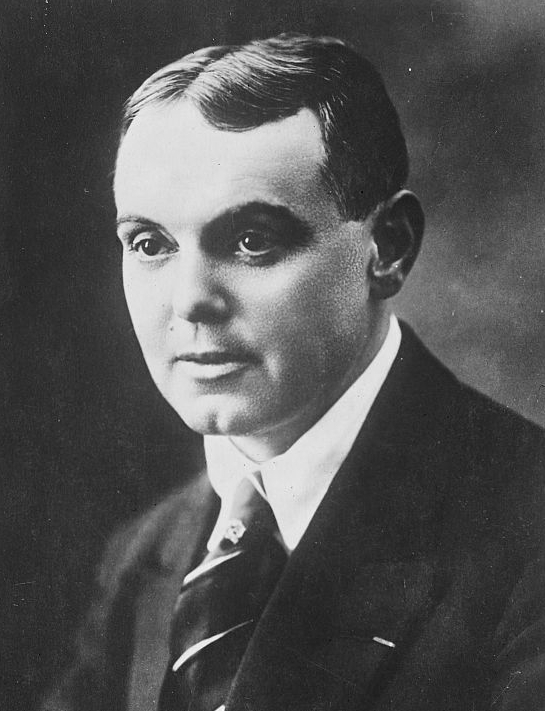
Pierre Mac Orlan

- « Des dessins sommaires au trait très gros comme si André Foy, au lieu d'y tremper la pointe métallique, avait plongé l'autre extrémité du porte-plume dans l'encre de Chine. Ailleurs, des compositions très fouillées, aux lignes d'une extrême finesse, promenade de subtiles aiguilles. Partout, une forme très personnelle, une grande distinction d'esprit, cent trouvailles de présentation, de décor, où la cocasserie de visages ovoïdes, l'ampleur d'un ventre, contrastent avec le délié  d'une fleur et l'élancé d'un lévrier. André Foy, avant de suivre exclusivement sa guise, son imagination, a donné une longue série de portraits-charges. En 1907, il débutait par une caricature du chansonnier Paul Marinier et aux Quat'z-Arts, à la Musique pour tous, puis, dans sonAlbum, André Foy publiait une longue série de charges très réussies. Mais, malgré le succès de son album, André Foy était d'humeur trop inventive pour s'appliquer longtemps au même genre. Il s'abandonna tout entier à son démon de l'imprévu et, depuis dix ans, il montre dans Le Rire, Le Sourire, La Vie Parisienne, Le Journal, La Baïonnette (où, reprenant le portrait-charge, il fit, avec des textes de Jean Pellerin, une série d'artistes d'aujourd'hui), Les Hommes du jour, Monsieur, Les Lectures pour tous, deux albums pour enfants, une incroyable facilité à se renouveler… Une abondante production où rien n'est bâclé, où n'apparaît jamais un symptôme de lassitude, un souci obstiné de la trouvaille d'attitude, de décor, d'intention, un sens du monstrueux, du burlesque, que rien ne limite et ne vulgarise, font du labeur d'André Foy l'un des plus charmants et des plus honorables de l'esprit français » - Francis Carco[30]
- « André Foy a de l'esprit et grave la pierre avec beaucoup de talent… » - Raymond Geiger[34]
- « Foy est le peintre du fantastique en bocal. Il aime les poissons rouges, les grenouilles, les filles publiques et les angles droits. C'est un écrivain délicat et habile, souple comme un fox-trot et son dessin rappelle souvent une jolie mélodie de saxophone. Il sait donner au poisson rouge des idées qui nuisent à ses traditions. Une lune blafarde de cent bougies, une lune qui ressemble à l'œil favori d'un poisson saison, éclaire les paysages intellectuels créés par André Foy, poète. » - Pierre Mac Orlan[16]
- « Quant à André Foy, un gentilhomme celui-là ! » - Paul Biétry[10]
- « Pour Georges Turpin, "André Foy sait donner un caractère presque mystérieux en même temps qu'une vie secrète aux masques dont il anime ses natures mortes ; ses tableaux de fleurs sourdement harmonisés sont intensément poétiques"… En 1928, André Foy révélera dans une exposition particulière à Paris un aspect tout à fait imprévu de son art : des portraits et des natures mortes assez classiques, des études de fleurs et des paysages du Finistère. » - Gérald Schurr[40]

## Collections publiques

### États-Unis
- Metropolitan Museum of Art, New York, Côte rocheuse, dessin 28x38cm, 1927[41].

### Finlande
- Galerie nationale de Finlande, Helsinki[17].

### France
- Bibliothèque nationale de France, Paris, La Mort de Souper, dessin aux crayons de couleurs 28x27cm, projet pour une maquette de décor au théâtre de l'Atelier, 1922.
- Musée d'art moderne de la ville de Paris[17].
- Fonds national d'art contemporain, Puteaux :
  - Le masque à la pendule, huile sur toile 81x65cm[42] ;
  - La sentence des masques, huile sur toile 114x146cm[43].

## Collections privées
- Robert Rey, Bouquet de fleurs, huile sur toile 61x50cm, 1927[44].

## Distinctions et hommages
- Diplôme d'honneur, Exposition internationale des arts décoratifs et industriels modernes, Paris, 1925[2].
- Une rue de Landudec (Finistère) porte le nom d'André Foy.